# Liste der Naturdenkmale in Großolbersdorf
Die Liste der Naturdenkmale in Großolbersdorf nennt die Naturdenkmale in Großolbersdorf im sächsischen Erzgebirgskreis.

## Definition
„Naturdenkmäler sind rechtsverbindlich festgesetzte Einzelschöpfungen der Natur oder entsprechende Flächen bis zu fünf Hektar, deren besonderer Schutz erforderlich ist
1. aus wissenschaftlichen, naturgeschichtlichen oder landeskundlichen Gründen oder
2. wegen ihrer Seltenheit, Eigenart oder Schönheit.“

„§ 18 – Naturdenkmäler – (zu § 28 BNatSchG)
(1) Die Erklärung nach § 22 Abs. 1 BNatSchG von Teilen von Natur und Landschaft als Naturdenkmal erfolgt durch Rechtsverordnung oder Einzelanordnung.
(2) Über § 28 Abs. 1 BNatSchG hinaus können Naturdenkmäler zur Sicherung von Lebensgemeinschaften oder Lebensstätten von im Bestand gefährdeten oder streng geschützten Arten festgesetzt werden.“

## Liste
Link zu einem Kartenansichtstool, um Koordinaten zu setzen.
| Bild                          | Bezeichnung                           | Lage                                                                      | Beschreibung | Datum                                                                                        | Nummer     |
| ----------------------------- | ------------------------------------- | ------------------------------------------------------------------------- | --- | -------------------------------------------------------------------------------------------- | ---------- |
| BW                            | Felsen am Haltepunkt Warmbad          | Hopfgarten (50° 40′ 9,5″ N, 13° 3′ 49,5″ O)                               | Fläche: ca. 42469 m² | Beschluss des Rates des Kreises Zschopau Nr. 102 vom 21.04.1983                              | 364.23-105 |
| BW                            | Feuchtgebiet Heinzebankstraße         | Großolbersdorf (50° 41′ 23,8″ N, 13° 5′ 29,5″ O)                          | Fläche: ca. 9190 m² | Verordnung des Mittleren Erzgebirgskreises vom 10.07.1998, Amtsblatt des MEK Nr. 8/98, S. 16 | 364.23-103 |
| BW                            | Hang am Feldrain (Türkenbundstandort) | Großolbersdorf (50° 41′ 15,4″ N, 13° 5′ 19,7″ O)                          | Fläche: ca. 453 m² | Beschluss des Rates des Kreises Zschopau Nr. 280 vom 15.11.1984                              | 364.23-101 |
| BW                            | Heidelbachtal I                       | Hopfgarten (50° 40′ 6,4″ N, 13° 2′ 57,8″ O)                               | Fläche: ca. 125748 m² Südteil                                                                                             | Beschluss des Rates des Kreises Zschopau Nr. 70/77 vom 17.03.1977                            | 364.23-049 |
| BW                            | Heidelbachtal I                       | Hopfgarten (50° 40′ 9,8″ N, 13° 2′ 54,3″ O)                               | Fläche: ca. 114217 m² Nordteil                                                                                            | Beschluss des Rates des Kreises Zschopau Nr. 70/77 vom 17.03.1977                            | 364.23-049 |
| BW                            | Orchideenwiese - Überschaar           | Großolbersdorf (50° 41′ 22,4″ N, 13° 3′ 38,1″ O)                          | Fläche: ca. 4507 m² | Beschluss des Rates des Kreises Zschopau Nr. 144 vom 18.05.1989                              | 364.23-100 |
| BW                            | Rote Pfütze                           | Großolbersdorf (50° 42′ 16,2″ N, 13° 6′ 20,6″ O)                          | Fläche: ca. 6083 m² | Verordnung des Mittleren Erzgebirgskreises vom 27.06.1997, Amtsblatt des MEK Nr. 9/97, S. 21 | 364.23-102 |
| BW                            | Schluchtwald beim Moderstein          | Hopfgarten (50° 41′ 9,3″ N, 13° 3′ 5,7″ O)                                | Fläche: ca. 38794 m² | Verordnung des Landratsamtes Erzgebirgskreis vom 02.02.2001, SächsGVBl. S. 76                | 364.23-104 |
| BW                            | Sieben Birken                         | Großolbersdorf (50° 42′ 35,4″ N, 13° 4′ 26,8″ O)                          | Fläche: ca. 3804 m² | Beschluss des Rates des Kreises Zschopau Nr. 70/77 vom 17.03.1977                            | 364.23-099 |
| mehr Fotos \| Fotos hochladen | Sechs Linden                          | Grünau Warmbadstraße südlicher Ortsausgang (50° 41′ 5″ N, 13° 5′ 13,6″ O) | 6 ansehnliche Stämme ergeben eine Gesamtkrone von sehr großem Umfang. - Alter: ca. 150 Jahre als Naturdenkmal beschildert |                                                                                              |            |